# Magnus Fiennes
Pour les articles homonymes, voir Fiennes (homonymie).
Magnus Fiennes né le 21 novembre 1965 dans le conté du Suffolk est un compositeur britannique. Il est le frère de Ralph, Martha, Jacob, Sophie et Joseph Fiennes et le fils de Mark Fiennes et de Jennifer Lash. Également un frère adoptif, Michael, adopté à l'âge de 11 ans.
Il a écrit des musiques pour All Saints ("Never Ever"), Morcheeba, Eagle Eye Cherry et Neneh Cherry.

## Participations
- Addis Black Widow, "Innocent" single
- Alexis Strum, "Long Way Home"
- Alexis Strum, "Go My Own Way (Vital Signs Theme)"
- All Saints, "Never Ever" single
- All Saints, "I Know Where It’s At" single
- All Saints, "War Of Nerves" single
- All Saints, "Heaven Lift Me Up"
- Bobby Womack, "Love’s A Revolution" (remix)
- bond, Born LP
- Boyzone, "Isn’t It A Wonder" single
- Conner Reeves, "Read My Mind" single
- Daniel Lanois, "Needles"
- Dot Allison, "Mo’ Pop" single
- Dot Allison, Afterglow
- Eagle Eye Cherry, "Permanent Tears"
- Erasure, "Rapture" (programmations)
- Fierce, "So Long" single
- Fierce, "Sweet Love" and "I Wanna Know Your Name"
- Gary Moore, Dark Days In Paradise
- Geneva, "Museum Mile"
- Marianne Faithfull, "Abductee"
- Maya, "Cross of Silence"
- Meredith Brooks, "I Need" and "What Would Happen"
- Morcheeba, "Let Me See"
- Neneh Cherry, "Addicted To Love"
- Neneh Cherry, "Hornbeam"
- Nightcrawlers single
- Pulp, This Is Hardcore
- Roland Gift, "Just Like A Child"
- Sacred Spirit, "Legends"
- Seal, "Crazy" (remix)
- Spice Girls, Spice World tracks
- Spice Girls, "Mama"
- Stranglers, "Laughing" (remix)
- Tom Jones/Zucchero, "She Drives Me Crazy"
- Universal, "Natural High"
- Universal, "Kill The Pain"

## BO Films
- Onegin 1998 de sa sœur Martha
- Chromophobia  2006 toujours de sa sœur Martha